# اولگا بریزگینا
اولگا بریزگینا (به روسی: Ольга Бризгіна - Olha Bryzhina) ورزشکار زن رشتهٔ دو و میدانی اهل اتحاد جماهیر شوروی است. وی در بین سال‌های ‎۱۹۸۸ تا ۱۹۹۲ میلادی در مسابقات بازی‌های المپیک تابستانی در مجموع ۴ مدال، شامل ۳ مدال طلا و ۱ نقره را کسب کرد.